# كروم (تكساس)
كروم (بالإنجليزية: Krum, Texas)‏ هي مدينة تقع بولاية تكساس في شمال شرق الولايات المتحدة. تبلغ مساحة هذه المدينة 6.4 (كم²)، وترتفع عن سطح البحر 225 م، بلغ عدد سكانها 4157 نسمة في عام 2010 حسب إحصاء مكتب تعداد الولايات المتحدة .

## وصلات خارجية
- www.ci.krum.tx.us
- The US50 - Cities and Towns in Texas State